# Gimme More
"Gimme More" je pjesma američke pop pjevačice Britney Spears. Objavljena je 25. rujna 2007. kao prvi i najavni singl s njenog petog studijskog albuma Blackout u izdanju Jive Recordsa. Pjesma je bila napisan tijekom Spearsine druge trudnoće.
Pjesma je bila na vrhu ljestvice u Kanadi gdje je i dobila dvostruku platinastu certifikaciju, a u SAD-u je dospjela do broja 3 (što je njen najbolji plasman na američkoj ljestvici od "...Baby One More Time"). U više od 30 država pjesma se našla u top 10.

## Uspjeh singla na glazbenim ljestvicama
Dana, 22. rujna 2007. godine pjesma se po prvi puta plasirala na ljestvici Billboard Hot 100 na 85. poziciji. 13. listopada pjesma se plasirala na trećoj poziciji, u istom tjednu se također plasirala na prvoj poziciji ljestvice Hot Digital Songs, zbog 179 000 prodanih kopija u digitalnom obliku. Pjesma joj je peti "top 5" hit i najprodavaniji singl nakon pjesme "...Baby One More Time". Pjesma je dobila platinastu certifikaciju od Recording Industry Association of America s prodanih 1 000 000 primjeraka. Dana, 15. prosinca 2007. godine pjesma se plasirala na prvoj poziciji ljestvice Hot Dance Club Songs. Sve do lipnja 2010. godine singl je u SAD-u prodan u 1 593 000 primjeraka.

## Popis pjesama
| Digitalni download 1. "Gimme More" (glavna verzija) — 4:11 Australski CD1 singl (88697187662) 1. "Gimme More" (glavna verzija) — 4:11 2. "Gimme More" (instrumentalna verzija) — 4:11 Digitalni EP s remiksevima 1. "Gimme More" (Paul Oakenfold Radio Mix) — 3:42 2. "Gimme More" (Kaskade Radio Mix) — 3:21 3. "Gimme More" (ft.Amanda Blank) (Eli Escobar & Doug Grayson Remix) — 3:49 4. "Gimme More" (Paul Van Dyk Radio Mix) — 3:42 5. "Gimme More" (Junior Vasquez & Johnny Vicious Radio Mix) — 4:34 | Američki digitalni download — remix 1. "Gimme More" (ft. Lil' Kim) ("Kimme More" Remix) — 4:12 Talijanski digitalni download — remix 1. "Gimme More" (Sticky Remix - Club mix) — 5:56 Europski CD singl (88697186762) 1. "Gimme More" (glavna verzija) — 4:11 2. "Gimme More" (Kaskade Radio Mix) — 3:21 Europski maksi CD singl/australski CD2 singl (8869718680) 1. "Gimme More" (glavna verzija) — 4:11 2. "Gimme More" (Kaskade Club Mix) — 6:08 3. "Gimme More" (Junkie XL Extended Mix) — 5:54 4. "Gimme More" (Seiji Dub) — 5:03 5. "Gimme More" (StoneBridge Club Mix) — 7:24 |

## Službeni remiksevi i verzije
| - albumska vertija — 4:10 - radio verzija — 4:09 - instrumentalna verzija — 4:09 - A cappella — 3:52 - radijska verzija bez uvoda — 3.55 - "čista" radijska verzija — 3.56 - "prljava" radijska verzija — 3:53 - Paul Oakenfold Remix — 6:08 - Paul Oakenfold Radio Mix — 3:45 - Junkie XL Remix — 5:54 - Junkie XL Remix Radio — 3:28 - Junkie XL Dub — 4:59 - Kaskade Radio Remix — 3:21 - Kaskade Radio Remix (demo) — 3:25 - Kaskade Club Remix — 6:08 - Kaskade Dub Remix — 5:51 - LAZRtag Remix - 5:21 - Kimme More Remix featuring Lil' Kim — 4:14 - Eli Grayson Remix ft. Amanda Blank — 4:51 - Eli Grayson Remix ft. Amanda Blank Radio Edit — 3:54 - Maurice Joshua Remix — 6:01 | - Paul Van Dyk Vandit Club — 8:57 - Paul Van Dyk Dub — 6:38 - Paul Van Dyk Radio Edit — 3:47 - Paul Van Dyk Remix — 7:32 - Seiji Club Mix — 5:05 - Seiji Dub — 5:03 - Seiji Remix Instrumental — 5.05 - Sticky Radio Mix — 3:41 - Sticky Club Mix — 5:56 - Stonebridge Radio Mix — 3:46 - Stonebridge Club Mix — 7:24 - Stonebridge Dub — 7:23 - Peter Rauhofer Club Mix — 9:24 - Junior Vasquez & Johnny Vicious Club Remix — 8:41 - Junior Vasquez & Johnny Vicious Radio Edit — 4:38 - Junior Vasquez & Johnny Vicious Massive Dub — 7:03 |

## Ljestvice
| Ljestvica (2007.)                   | Najviša pozicija |
| ----------------------------------- | ---------------- |
| Australija                          | 3                |
| Austrija                            | 8                |
| Belgija (Flandrija)                 | 5                |
| Belgija (Valonija)                  | 4                |
| Danska                              | 2                |
| Europa                              | 2                |
| Finska                              | 6                |
| Francuska                           | 5                |
| Irska                               | 2                |
| Italija                             | 2                |
| Kanada                              | 1                |
| Nizozemska                          | 35               |
| Novi Zeland                         | 15               |
| Njemačka                            | 7                |
| Portugal                            | 3                |
| SAD (Billboard Hot 100)             | 3                |
| SAD (Billboard Hot Dance Club Play) | 1                |
| Švedska                             | 2                |
| Švicarska                           | 4                |
| Ujedinjeno Kraljevstvo              | 3                |

| Država                 | Izdavač | Certifikacija | Prodaja   |
| ---------------------- | ------- | ------------- | --------- |
| Australija             | ARIA    | zlatna        | 35.000    |
| Kanada                 | CRIA    | 2x platinasta | 80.000    |
| Danska                 | IFPI    | platinasta    | 15.000    |
| Ujedinjeno Kraljevstvo | BPI     | srebrna       | 203.000   |
| SAD                    | RIAA    | platinasta    | 1.300.000 |

## Nagrade
| Godina | Dodjela nagrada      | Nagrada                          | Rezultat |
| ------ | -------------------- | -------------------------------- | -------- |
| 2008   | Hit Music Awards     | Najbolja pjesma                  | Osvojeno |
| 2008   | Imperio Music Awards | Najbolja pjesma ženskog izvođača | Osvojeno |
| 2008   | Imperio Music Awards | Najseksi video                   | Osvojeno |